# Stow of Wedale
Stow of Wedale est un village situé dans les Scottish Borders, en Écosse.